# Hararghe

La província d'Hararghe a Etiòpia fins al 1995

Hararghe (Harari: Harargey, Oromo: Harargee, somali Xararge) fou una província en la part oriental d'Etiòpia, amb capital a Harar. Incloïa la part etíop de l'Ogaden, Hararghe limitava al sud amb Sidamo, cap al sud-oest amb la Província d'Arsi, cap a l'oest amb la Província de Shoa (Shoa), cap al nord-oest amb Wollo, cap al nord-est amb la Costa Francesa dels Somalis, i a l'est amb la Somàlia Italiana.
La província fou creada com a resultat de la proclamació 1943/1, que creava 12 taklai ghizats amb les 42 províncies existents de mides variables. Una comparació dels dos mapes de Margary Perham a The Government of Ethiopia mostra que Hararghe es va crear combinant el sultanat d'Aussa, les terres dels Issa, i l'Ogaden, amb les províncies (creades el 1935) de Chercher i Harar. El 1960, la part meridional de la província al sud del riu Shebelle es convertia en província separada amb el nom de Bale. Amb l'adopció de la nova constitució del 1995, Hararghe es dividia entre l'Oròmia, la regió d'Harar i la Regió Somali, formant una gran part gran d'aquesta darrera.
Administrativament la província estava dividida en 13 awrages (awraja):
- Chercher, Adal i Gara Guracha
- Degeh Bur
- Dire Dawa, Isa i Gurgura
- Gara Muleta
- Gode
- Gursum
- Habro
- Harer Zuriya
- Jijiga
- Kebri Dehar
- Kelafo
- Webera
- Welwel i Warder